# Craterocyphus rhinocerus
Craterocyphus rhinocerus är en skalbaggsart som beskrevs av Reiche 1847. Craterocyphus rhinocerus ingår i släktet Craterocyphus och familjen Aphodiidae.

## Underarter
Arten delas in i följande underarter:
- C. r. mirus
- C. r. kifaru
- C. r. corniculatus